# L’histoire en miettes
L'histoire en miettes : des « Annales » à la « nouvelle histoire » est un ouvrage de l'historien François Dosse  publié en 1987. Il s'agit d'une étude de l’historiographie française et en particulier de l’École des Annales et de ses évolutions et du courant de la Nouvelle histoire, premier domaine de spécialisation de l'auteur et thème de sa thèse.

## L'ouvrage

### Genèse de la notion d'histoire en miettes
La notion de « l’histoire en miettes », apparaît dans les travaux de François Dosse la première fois dans un article de 1974 pour la revue Politique-Hebdo, le premier de l’historien. Elle sert ensuite de titre à son premier ouvrage en 1987 et à un article pour la revue EspacesTemps.
François Dosse s’inspire, pour ce concept, de l’ouvrage de Georges Friedmann, Le travail en miettes (1956), économiste qui a contribué aux publications de la revue des Annales. À noter que Dosse explique s’être inspiré de « l’éclatement de l’histoire » théorisée par Pierre Nora pour la collection « Bibliothèque des histoires ».

### La première génération des Annales
François Dosse revient la naissance de cette école historiographique et les rôles qu’ont tenu en particulier Marc Bloch et Lucien Febvre. Selon lui, l’objectif premier de l’école était de répondre et même de « rompre avec l’historicisme ». C’est-à-dire la tradition historienne, dominante depuis les années 1870, selon laquelle il faut se concentrer en priorité sur « l’histoire-bataille, l’histoire-diplomatie » et construire un roman national. Ce courant étant représenté par Lavisse, Seignobos, Fustel de Coulanges ou encore Monod. Ainsi, pour Dosse, l’École des Annales s’inscrit en minorité face à cette école historique positive française dominante.
Ensuite, il faut expliquer, selon lui, le succès de la revue des Annales par le contexte des années 1930. Le premier numéro de la revue paraît le 15 janvier 1929. Juste avant la crise économique mondiale et les phénomènes de chômage, déflation et de récession économique qui s’apparentent à des défis heuristiques pour les sciences humaines et sociales de l’époque. Dosse explique que « les Annales ont l'ambition d'y répondre en donnant une dimension historique, temporelle aux diverses variables économiques quantifiées pour saisir les cycles profonds, les phénomènes de longue durée ». Ainsi, les articles des années 1930 traitent « de la population soviétique, de la crise bancaire en Europe centrale (…) le mécontentement agraire dans l'Ouest américain ».
Dernière caractéristique de la première génération des Annales que souligne Dosse : le refus de l’engagement politique et du recours aux idéologies. L’école veut être une « troisième voie » entre communisme à gauche et historicisme à droite. Dosse écrit que « le politique est l'horizon mort de l'univers annaliste », ce qui, d’après lui, n’a pas permis à ces historiens de saisir et d’expliquer la montée du nazisme et du stalinisme dans les années 1930.

### La seconde génération des Annales
Dans la période qui suit la Seconde Guerre mondiale, François Dosse identifie de nombreux changements au sein de l’école des Annales. Tout d’abord son institutionnalisation, la nouvelle EHESS, fondée à partir de la VIe section de l’EPHE devient le centre de cette école de pensée. Selon, Dosse, les quatre premiers présidents de l’EHESS (Fevbre, Braudel, Le Goff, Furet) sont tous des « annalistes ». L’historien parle alors d’une « hégémonie historienne ».
Toutefois, des contestations arrivent, Dosse revient sur les critiques formulées par Claude Lévi-Strauss : « il récuse la conception évolutionniste de l'histoire ainsi que son ethnocentrisme. L'historien se cantonnerait au domaine de l'empirie alors que l'anthropologue aurait accès à l'essence du réel grâce à la notion de structure. »
La réponse la plus aboutie serait celle de Fernand Braudel, qui parvient à intégrer les notions issues du structuralisme et à récuser plus nettement l’histoire événementielle. Il opère un basculement avec sa fameuse thèse, qui, au lieu de s'intituler « Philippe II et le monde méditerranéen » s'appelle finalement « La Méditerranée et le monde méditerranéen à l'époque de Philippe II ». François Dosse parle de « parade braudélienne ».
Seulement, pour réaliser ce décentrement de l’homme au profit de la structure, il faut se concentrer sur le temps long et donc s’éloigner de l'histoire très récente, et avec du projet d’explications des phénomènes du monde contemporain. En cela, ils marquent une différence forte avec le projet initial des Annales.

### La troisième génération des Annales
Cette troisième phase de l’École des Annales correspond aux années 1970 et 1980, c'est-à-dire à l’époque où François Dosse rédige son ouvrage sur le sujet et qui serait marquée par « l’émiettement de l’histoire ».
L’idée principale de l’historien sur cette génération et celle de l’augmentation des ruptures internes et la diversification des courants historiques, il écrit que « l'unité de l'école, comme sa continuité, est artificielle, factice ». C’est un des signes de l’émiettement de l’histoire.
Une autre manière d’expliquer le titre de l’ouvrage se trouve dans l’idée de la fragmentation et donc l’émiettement de la société. Dosse écrit que « l’éclatement du corps social fait que l'individu ne se pense plus en groupe mais dans sa propre historicité, c'est "l'exaltation du chacun pour soi et le marché pour tous" », ainsi dans une société fragmentée, l'histoire est en miettes.
Enfin, dernier élément important pour Dosse, la perte du projet d’explication globale, d’explication totale de la société. Pour lui, « la troisième génération rompt avec l'ambition d'une histoire totale de la première ». Il cite Michel de Certeau qui a déclaré en 1978 qu’« On doit renoncer à une histoire globale qui était l'ambition de L. Febvre ». Un des facteurs explicatifs de ce choix résiderait dans les « illusions perdues » qui marquerait cette génération d’historien. En premier lieu de ces déceptions : les révélations du système du goulag et le déclin de l'URSS pour des historiens qui ont été marqués par le marxisme et dont certains ont été membres du PCF (François Furet, Denis Richet, Jacques Ozouf, Alain Besançon, Emmanuel Le Roy Ladurie). Sans oublier une certaine désillusion vis-à-vis des capacités de l’État dans un concept de fin des Trente Glorieuses et de crise de l’État-providence. L’histoire serait donc en miettes parce qu’elle aurait perdu l’ambition de produire un système explicatif global et cohérent.

## Réception de l'ouvrage
L'histoire en miettes paraît alors que les questions mémorielles deviennent prégnantes dans l'espace public et que l'historiographie se développe comme objet de réflexion et d'enseignement universitaire, phénomènes contribuant à interroger la place de l'histoire dans la société française. En ce sens l'ouvrage, à la fois œuvre historiographique et expression des doutes qui affleurent chez les historiens, reflète dans son titre même cette période d'interrogations des années 1980. François Dosse rend compte aussi de l'éclatement de l'histoire par la multiplication de ses objets d'étude et de ses approches, là où auparavant la recherche se structurait autour de quelques paradigmes et historiens influents, même si « l'histoire en miettes n'est pas la fin des pôles d'influence : seulement celle de leur définition en termes scientifiques ».

Dans l'éditorial de son deuxième numéro de 1988, la rédaction des Annales, revue au cœur de la réflexion de François Dosse sur l'évolution de la discipline historique, s'en prend, sans les nommer, à L'histoire en miettes et son auteur : 

« La dénonciation, approximative, de l'« émiettement de l'histoire » a servi à désigner à la fois les conséquences inévitables de spécialisations nécessaires et l'éclectisme d'une production abondante mais anarchique. Faute de pouvoir identifier clairement, dans un paysage intellectuel mouvant, les disciplines avec lesquelles bâtir une nouvelle alliance, et les paradigmes pour les fonder, les solutions paresseuses l'emportent : dénonciations faiblement argumentées d'une « École des Annales » aux contours dessinés pour les besoins de la cause, remplois de vieux motifs — retour du narratif, de l'événement, du politique, de la biographie — comme s'ils devaient suffire à remettre un peu d'ordre dans nos pratiques. [...] Le moment ne nous paraît pas venu d'une crise de l'histoire dont certains acceptent, trop commodément, l'hypothèse. »